# ジュエルズ (バレエ)
ジュエルズ（Jewels）は、元バレエダンサー・振付家のジョージ・バランシンがニューヨーク・シティ・バレエ団（NYCB）のために制作した全3幕のバレエである。
舞台装置はピーター・ハーベイ、照明はロナルド・ベイツが担当し、1967年4月13日木曜日にニューヨーク州立劇場で初演された（この際は公式には無題であった）。
本作は初の全幕物の抽象バレエであるとされている。通常は休憩を挟んで演じられる「エメラルド（Emeralds）」「ルビー（Rubies）」「ダイヤモンド（Diamonds）」の3幕からなるが、それぞれの宝石の色の衣装と関連付けられた個別の3作品とみることもできる。バランシン自身は「このバレエは宝石とは何の関わりもない。ただダンサーが宝石のような衣装を着ているだけだ」と語っている。各幕はそれぞれ別の作曲家の楽曲に振り付けられており、「エメラルド」はガブリエル・フォーレ、「ルビー」はイーゴリ・ストラヴィンスキー、「ダイヤモンド」はピョートル・チャイコフスキーの楽曲を用いている。

## 衣装
衣装はバランシンと長年に渡って共働してきたバーバラ・カリンスカが担当し、「エメラルド」ではロマンティックな七分丈のチュールのスカート、「ルビー」では男女とも腰でフレアさせた衣装、「ダイヤモンド」ではロシア帝室バレエのフラットなクラシック・チュチュとするなど、各幕に異なる見栄えの衣装を制作した。この衣装はそれ自体が精巧な芸術作品となっており、美術館や劇場のロビーに展示されたこともある。ヴァンクリーフ&アーペルを率いるクロード・アーペルは、バランシンに宝石を題材にすることを提案した本人であったが、そのアーペルをもってして純正な宝石がもつ真の輝きを正確に再現できるようカリンスカが熟考した細心のトリムに感銘を受けたと言わしめるほどであった。さらに、カリンスカの衣装は舞台で汗に濡れたり引っ張られたりしても長く堪えることでも評価されており、デザインや針遣い、布地の選定にも丈夫でしかも踊りやすいように意が払われているとともに、その衣装に身を包むダンサーにも最大限の敬意が込められている。もはや過剰とも思える細部へのこだわりに対する質問に、カリンスカは「私は、私の衣装を踊らせる男女のために縫っている。私の衣装に相応しい肉体のために」と答えている。

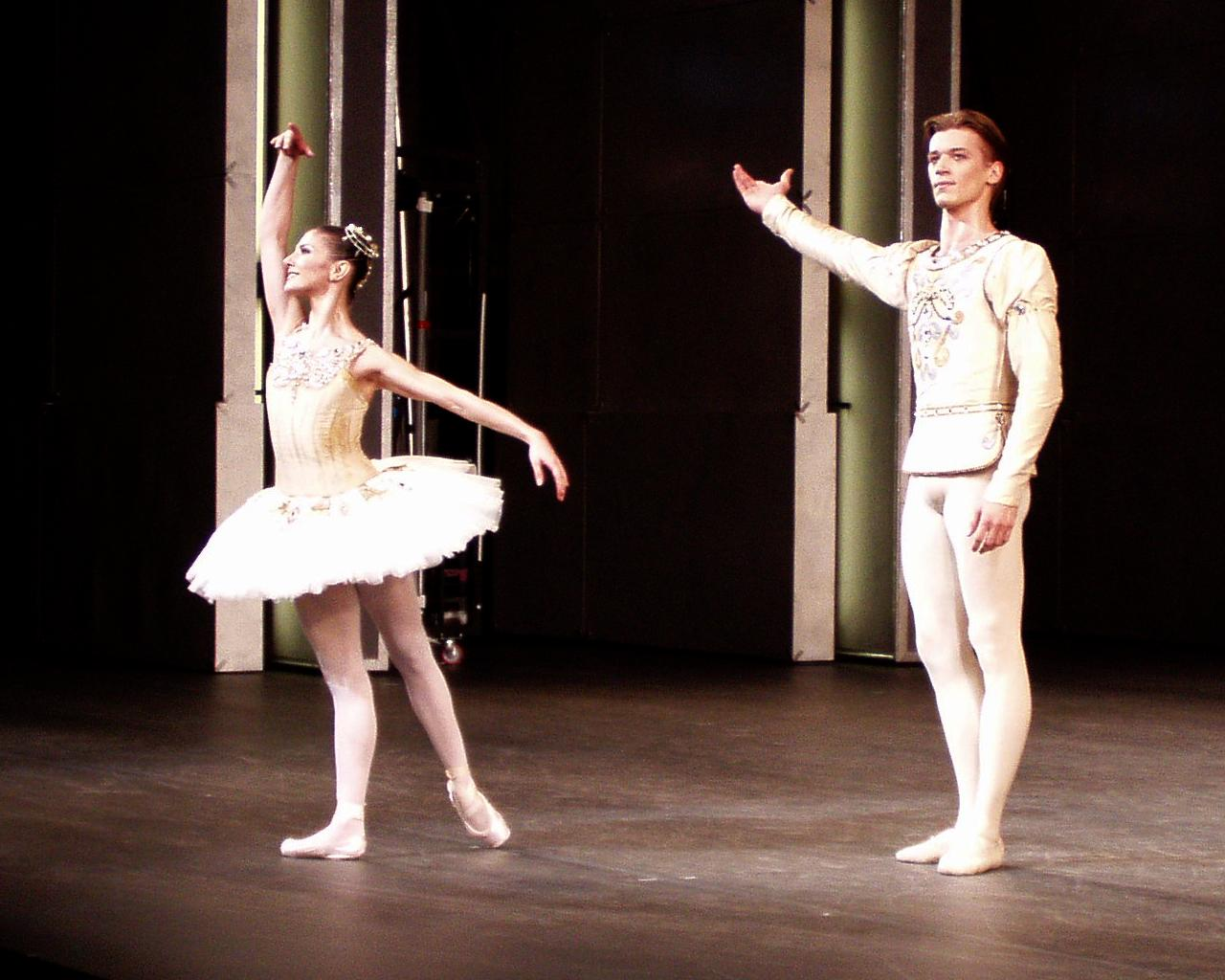
ロイヤル・バレエ団による『ジュエルズ』の蘇演の初日で「ダイヤモンド」を演じるルパート・ペネファーザーとアリーナ・コジョカル（2007年11月23日金曜日）

## 音楽

### エメラルド
- ガブリエル・フォーレ作曲「ペレアスとメリザンド」および「シャイロック」からの抜粋
  - 演奏時間：約31分

### ルビー
- イーゴリ・ストラヴィンスキー作曲「カプリッチョ」
  - 演奏時間：約19分

### ダイヤモンド
- ピョートル・チャイコフスキー作曲「交響曲第3番」から第2、3、4、5楽章
  - 演奏時間：約31分

## 初演キャスト
1967年春の初演では、「エメラルド」でミミ・ポールがシシリエンヌのヴァリアシオンとノクターンのパ・ド・ドゥを踊った。ポールは後にこのパートを指導するようになり、サラ・マーンズもその指導を受けている。

### エメラルド
女性ダンサー
ヴィオレット・ヴェルディ、ミミ・ポール、サラ・リーランド、スキ・ショーラー、コール・ド・バレエ10名
男性ダンサー
コンラッド・ルドロー、フランシスコ・モンション、ジョン・プリンツ

### ルビー
女性ダンサー
パトリシア・マクブライド、パトリシア・ニアリー、コール・ド・バレエ 8名
男性ダンサー
エドワード・ビレラ、コール・ド・バレエ 4名

### ダイヤモンド
女性ダンサー
スザンヌ・ファレル、コール・ド・バレエ 12名
男性ダンサー
ジャック・ダンボワーズ、コール・ド・バレエ 12名
その他
ドゥミ・ソリストのペア 4組

## 賞
2008年、ロイヤル・バレエ団はコヴェント・ガーデンのロイヤル・オペラ・ハウスにおいてジャン＝マルク・ピュイサンによる新たな美術とバーバラ・カリンスカのデザインによる衣装、ジェニファー・ティプトンによる照明をもってロンドン初演した『ジュエルズ』の上演に対してローレンス・オリヴィエ賞を受賞した。この公演は同団における全幕初演であったが、最優秀新作ダンス公演賞とダンス部門業績賞に選出された。なお、ローレンス・オリヴィエ賞はイギリスでは舞台芸術で最も名誉ある賞で、ブロードウェイのトニー賞に相当する。

## 映像作品

### DVD
- Balanchine – Jewels（パリ・オペラ座バレエ、2000年）
  - 出演：オーレリー・デュポン、アレッシオ・カルボーン、マリー＝アニエス・ジロー、アニエス・ルテステュ、ジャン＝ギヨーム・バール、クレールマリ・オスタ、カデル・ベラルビ[5]
- Choreography by Balanchine（ニューヨーク・シティ・バレエ団、1979年）
  - 出演：スザンヌ・ファレル、メリル・アシュリー[6]
- Jewels（マリインスキー・バレエ、2011年）
  - 出演：イリーナ・ゴラブ、ウリヤーナ・ロパートキナ、イーゴリ・ゼレンスキー、アンドリアン・ファデーエフ、ザンナ・アユポワ[7]

### その他
舞台芸術に対する新型コロナウイルス感染症の世界的流行の影響に対して、ニューヨーク・シティ・バレエ団は「ルビー」と「ダイヤモンド」の録画を公開した。「ルビー」にはミーガン・フェアチャイルドとゴンサロ・ガルシア、ミラ・ナドンが出演し、ナドンはこれがデビュー作となった。「ダイヤモンド」にはサラ・マーンズとラッセル・ジャンツェンが出演した。どちらも2019年に録画されたものである。また、デンマーク王立バレエはエイミー・ワトソン、ヨナタン・チェレメンスキー、スサンネ・グラインダーとマルシン・クピンスキーが演じる「エメラルド」のビデオを公開した。